# سلمانو
كان سلمانو Salmanu ملك موآب في عهد الملك الآشوري تغلث فلاسر الثالث (حكم 745 – 727 قبل الميلاد ).  وقد ورد ذكره في نقش طيني عثر عليه في منطقة نمرود كالح باعتباره تابعاً لآشور. افترض إبرهارد شريدر أنه قد يكون متطابق مع شلمان الذي شن حرب على بني إسرائيل ونهب بيت أربيل (هوشع 10:14); مع أن علماء آخرين ينسبون سلمانو إلى أحد ملوك الآشوريين المسمى شلمنصر .

## انظر ايضا
ميشع